# Rietschen
Rietschen (en sorabe: Rěčicy) est une commune de Saxe (Allemagne), située dans l'arrondissement de Görlitz, dans le district de Dresde.